# Narcisseae
Narcisseae es una tribu perteneciente a la familia Amaryllidaceae. Está caracterizada por la presencia de un escapo sólido y brácteas espatáceas fusionadas en un tubo. Incluye dos géneros, Narcissus y Sternbergia los que se diferencian por la presencia de paraperigonio.